# Dżabbul
Dżabbul (arab. ‏جَبُّول‎) – nieistniejąca już arabska wieś, która była położona w dystrykcie Bajsanu w Mandacie Palestyny. Wyludniona i zniszczona podczas I wojny izraelsko-arabskiej, po ataku sił żydowskiej Hagany w dniu 18 maja 1948 roku.

## Położenie
Dżabbul leżała na południowo-wschodnim skraju płaskowyżu Ramot Jissachar. Wieś była położona w odległości 7 kilometrów na północ od miasta Bajsan. Według danych z 1945 do wsi należały ziemie o powierzchni 1512,7 ha. We wsi mieszkało wówczas 420 osób (w tym 170 Żydów).
| własność gruntów | powierzchnia gruntów (hektary) |
| ---------------- | ------------------------------ |
| Arabowie         | 540,7                          |
| Żydzi            | 2                              |
| publiczne        | 970                            |
| Razem            | 1512,7                         |

| Rodzaj użytkowanych gruntów | Arabowie (ha) | Żydzi (ha) |
| --------------------------- | ------------- | ---------- |
| uprawy nawadniane           | 5             | 2          |
| uprawy zbóż                 | 436,7         | –          |
| zabudowane                  | 3,3           | –          |
| nieużytki                   | 937,2         | –          |

## Historia
Nie jest znana data założenia wsi, chociaż przypuszcza się, że istniała już w czasach rzymskich. W 1882 roku Palestine Exploration Fund opisało Dżabbul jako niewielką wieś zbudowaną z kamieni. Po I wojnie światowej w 1918 roku cała Palestyna przeszła pod panowanie Brytyjczyków, który w 1921 roku utworzyli Brytyjski Mandat Palestyny. Umożliwiło to rozwój osadnictwa żydowskiego w Palestynie. W latach 20. XX wieku żydowskie organizacje syjonistyczne zaczęły wykupywać grunty w całej okolicy. W okresie panowania Brytyjczyków Dżabbul był niewielką wsią.
Przyjęta 29 listopada 1947 roku Rezolucja Zgromadzenia Ogólnego ONZ nr 181 przyznała te tereny państwu żydowskiemu. Podczas wojny domowej w Mandacie Palestyny, w dniu 7 czerwca 1948 roku siły żydowskiej Hagany otoczyły wieś. Ostrzelano ją kilkoma pociskami z moździerza, co skłoniło mieszkańców do ucieczki. Żydowscy żołnierze podpalili wówczas okoliczne pola oraz kilka domów w samej wiosce. Na początku I wojny izraelsko-arabskiej pojawiły się obawy, że tutejsze wioski arabskie mogą być wykorzystane przez Arabów do prowadzenia operacji wojskowych. Z tego powodu w dniu 18 maja 1948 roku siły izraelskie (Brygada Golani) ponownie zajęły wieś Dżabbul, wysiedlając pozostałych mieszkańców i burząc wszystkie domy.

## Miejsce obecnie
Teren wsi Dżabbul pozostaje opuszczony, jednak jej pola uprawne zajęła sąsiednia wieś Moledet. Palestyński historyk Walid Chalidi tak opisał pozostałości wioski Dżabbul:

Pozostałe gruzy domów są porośnięte drzewami, cierniami i dziką trawą.